# Эктомия
Эктоми́я (от др.-греч. ἐκτομή «вырезание, усечение»), эксци́зия (лат. excīsiō «вырезание, иссечение») или экстирпа́ция (лат. exstirpātiō «вырывание с корнем») — как правило, полное удаление органа или чётко определённой анатомической части тела, в отличие от резе́кции (лат. resectiō «усечение»), которая подразумевает частичное удаление.

## Медицинские показания
Обычно эктомия производится, если орган поражен опухолью (особенно если опухоль — злокачественная). Также эктомия производится при острых или хронических воспалениях (например, тонзиллит миндалин) или при наличии показаний к бесплодию (вазэктомия или кастрация), а эктомия зуба при невозможности сохранить разрушенный зуб.

## Название операции эктомии конкретных органов и частей тела
- Аппендэктомия — аппендикс
- Вазэктомия — часть семявыносящего протока
- Гастрэктомия — желудок
- Гепатэктомия — печень
- Гистерэктомия — матка женщины
- Глоссэктомия — язык
- Клиторидэктомия — клитор
- Колэктомия — ободочная кишка
- Ларингэктомия — гортань
- Липомэктомия — удаление липомы
- Мастэктомия — молочная железа
- Нефрэктомия — почка
- Оофорэктомия — яичники
- Орхиэктомия (орхидэктомия) — яичко
- Панкреатэктомия — поджелудочная железа
- Пневмонэктомия — лёгкое
- Пенэктомия — мужской половой член
- Сальпингэктомия — фаллопиевы трубы
- Спленэктомия — селезёнка
- Струмэктомия — зоб (щитовидная железа)
- Тиреоидэктомия — щитовидная железа
- Тонзиллэктомия — миндалины
- Уретерэктомия — мочеточник
- Холецистэктомия — жёлчный пузырь
- Цистэктомия — 1. киста (различных органов), 2. мочевой пузырь